# Anthony Moore
Anthony Moore (* 1948), známý též jako Anthony More, je britský experimentální hudebník, skladatel, umělec a producent. Je spoluzakládajícím členem skupiny Slapp Happy, spolupracoval s kapelou Henry Cow a vydal několik sólových alb.
Jako textař spolupracoval rovněž s Kevinem Ayersem, Trevorem Rabinem a také s art rockovou skupinou Pink Floyd na jejich třech posledních albech (A Momentary Lapse of Reason, The Division Bell a The Endless River). Podílel se hudebně i textově na posledním sólovém albu člena Pink Floyd Ricka Wrighta, Broken China.

## Sólová diskografie
- Pieces from the Cloudland Ballroom (1971)
- Reed Whistle and Sticks (1972)
- Secrets of the Blue Bag (1972)
- Out (1976)
- Flying Doesn't Help (1978)
- World Service (1981)
- The Only Choice (1984)